# Wilhelm Stenhammar
Wilhelm Stenhammar, švedski skladatelj, pianist in dirigent, * 7. februar 1871, Stockholm, † 20. november 1927.
Med letoma 1906 in 1922 je bil umetniški vodja in šef-dirigent Göteborškega simfoničnega orkestra (prvega profesionalnega orkestra na Švedskem). V tem kontekstu je naredil mnogo za razvoj sodobne glasbe in za izvedbe sodobnih skandinavskih skladateljev. Leta 1909 je bil za kratek čas tudi dekan glasbenega oddelka na Univerzi v Uppsali, naslednje leto ga je nasledil Hugo Alfvén.

## Dela
- Orkesterska glasba
  - Simfonija št. 1 F-dur (1902/03)
  - Simfonija št. 2 g-mol op. 34 (1911-15)
  - Simfonija št. 3 C-dur (1918/19, osnutek)
  - Serenada F-dur op. 31 (1908-13, rev. 1919)
  - "Excelsior!", Konzertouvertüre op. 13 (1896)
  - Klavirski koncert št. 1 b-mol op. 1 (1893)
  - Klavirski koncert št. 2 d-mol op. 23 (1904-07)
  - "2 sentimentalni romanci" op. 28 za violino in orkester (1910)
- Vokalna glasba
  - "Das Fest auf Solhaug", opera op.6 (1893)
  - "Tirfing", opera, op. 15 (1898)
  - "Ett Folk", kantata, op. 22 (1905)
  - "Sangen", kantata, op. 44 (1921)
- Zborovska glasba
- okrog 60 samospevov
- Komorna glasba 
  - Godalni kvartet št. 1 C-dur op. 2 (1894)
  - Godalni kvartet št. 2 c-mol op. 14 (1896)
  - Godalni kvartet št. 3 F-dur op. 18 (1900)
  - Godalni kvartet št. 4 a-mol op. 25 (1909)
  - Godalni kvartet št. 5 C-dur op. 29 (1910)
  - Godalni kvartet št. 6 d-mol op. 35 (1916)
  - Violinska sonata, a-mol op. 19 (1899/1900)
- Klaviermusik
  - Sonata št. 1 C-Dur (1880)
  - Sonata št. 2 c-mol (1881)
  - Sonata št. 3 As-Dur (1885)
  - Sonata št. 4 g-mol (1890)
  - Sonata As-dur op.12 (1895)
  - 3 fantazije op. 11 (1895)
  - "Spätsommernächte" (Pozne poletne noči), 5 skladb op. 33 (1914)